# 桐原季子
桐原 季子（きりはら ときこ、1974年11月4日 ‐ ）は、日本のプロレスラー、キックボクサー、総合格闘家。NATURAL9所属としてプロデビュー。

## 略歴
2012年7月8日、新宿FACEでのJ-GIRLS 2012 ～Platinum's In The Ring 3rd～における中三川亜由美戦でプロデビュー。2ラウンドを戦い抜くも判定負け。
2014年7月27日、TANG TANG FIGHT CLUBでのD-NET STRIKING 01における宇田川智代戦で2ラウンドを戦い3－0の判定勝利。
その後、ファイトネスで総合格闘技を学ぶ。2016年、シアタープロレス花鳥風月に練習生として参加。2016年7月18日、『月闘～GETTO～第7章』で関友紀子と3分間の公開スパーリングを行った。
2016年2月5日、東京タワースタジオ大会にてプロレス査定試合・秋山恵戦を行うも、観客査定で不合格となってしまう。3月5日に再査定試合を秋山恵と行い5分時間切れ引き分け。ギリギリの合格判断をもらうも、査定員の意見により正式デビューは延期される。4月に関、5月に政宗とプレデビューマッチを行い、6月26日の沙紀戦でプロレスラーとしてプロデビュー。初戦はカンパーナで敗れた。
ツイッターによると「婚活するはずが色んなご縁が重なって、何故かプロレスの世界に足を踏み入れてしまいました…」とのこと。
7月2日、柳都オレンジスタジアム大会で初のミックスドマッチ、ジョシュ・オブライエン＆小林香萌戦を行う（パートナーは服部健太）。
2018年11月発売の週刊プロレス増刊「プロレスラー選手名鑑2019」では花鳥風月所属選手から外されており、発売時点までに退団扱いとなっている。
12月9日、西新宿ミノシマビルで行われたサブロクコンバットにてフリー第一戦を行いミスモンゴル＆モンゴルピエロ組、佐野直＆唯我組をそれぞれ撃破、世界最強ミクスドタッグで優勝した（パートナーは力）。
2019年、我闘雲舞に入団。もう一度一からプロレスの基礎を学ぶためキャリアをリセットし、練習生からスタート。2019年8月28日、新木場大会での駿河メイ戦で再デビュー。

## 戦績

### キックボクシング
| キックボクシング 戦績 | キックボクシング 戦績 | キックボクシング 戦績 | キックボクシング 戦績 | キックボクシング 戦績 | キックボクシング 戦績 | キックボクシング 戦績 |
| --------------------- | --------------------- | --------------------- | --------------------- | --------------------- | --------------------- | --------------------- |
| 2 試合                | (T)KO                 | 判定                  | その他                | 引き分け              | 無効試合              |                       |
| 1 勝                  | 0                     | 1                     | 0                     | 0                     | 0                     |                       |
| 1 敗                  | 0                     | 1                     | 0                     | 0                     | 0                     |                       |

| 勝敗 | 対戦相手     | 試合結果 | 大会名                                      | 開催年月日    |
| ×    | 中三川亜由美 | 判定0-3  | J-GIRLS 2012 ～Platinum's In The Ring 3rd～ | 2012年7月8日  |
| ○    | 宇田川智代   | 判定3-0  | D-NET STRIKING 01                           | 2014年7月27日 |

## 入場曲
- 沢田研二「TOKIO」